# Evocoa chilensis
Evocoa chilensis är en tvåvingeart som först beskrevs av Yeates, Irwin och Wiegmann 2003.  Evocoa chilensis ingår i släktet Evocoa och familjen Evocoidae. Inga underarter finns listade i Catalogue of Life.